# Ollomont (Italië)
Ollomont is een gemeente in de Italiaanse regio Aostadal en telt 161 inwoners (31-12-2004). De oppervlakte bedraagt 53,0 km², de bevolkingsdichtheid is 3 inwoners per km².

## Demografie
Ollomont telt ongeveer 99 huishoudens (leefeenheden). Het aantal inwoners steeg in de periode 1991-2001 met 12,8% volgens cijfers uit de tienjaarlijkse volkstellingen van ISTAT.
| Jaar | Inwoneraantal |
| ---- | ------------- |
| 1991 | 141           |
| 2001 | 159           |

## Geografie
Ollomont grenst aan de volgende gemeenten: Bagnes, Bionaz, Bourg-Saint-Pierre, Doues, Étroubles, Oyace, Valpelline.